# Памятник Григорию Сковороде (Киев)
Памятник Григорию Сковороде — памятник странствующему философу и поэту в Киеве, расположенный на Контрактовой площади в сквере напротив здания Киево-Могилянской академии, где Григорий Сковорода провел много лет как студент.
Григорий Сковорода учился в Киево-Могилянской академии в 1734-1753 годах; некоторое время находился за границей, затем преподавал поэтику в Переяславском и Харьковском коллегиумах. Последние 25 лет вел жизнь странствующего философа. Творчество Сковороды оказало большое влияние на украинскую и русскую философию XIX—XX вв., а также на развитие украинской литературы и поэтики.
Памятник философу в Киеве был установлен в 1976 году; авторы – скульптор Иван Кавалеридзе, архитектор Василий Гнездилов.

## История
Согласно первому проекту, предложенному Кавалеридзе, Сковорода был босиком, с Библией под мышкой и крестиком на шее. Но этот вариант был отклонен партийным руководством советской Украины. Библию в руках заменили сумкой, а на ноги одели лапти, а крестик убрали. Открыт памятник 1 марта 1977 года.

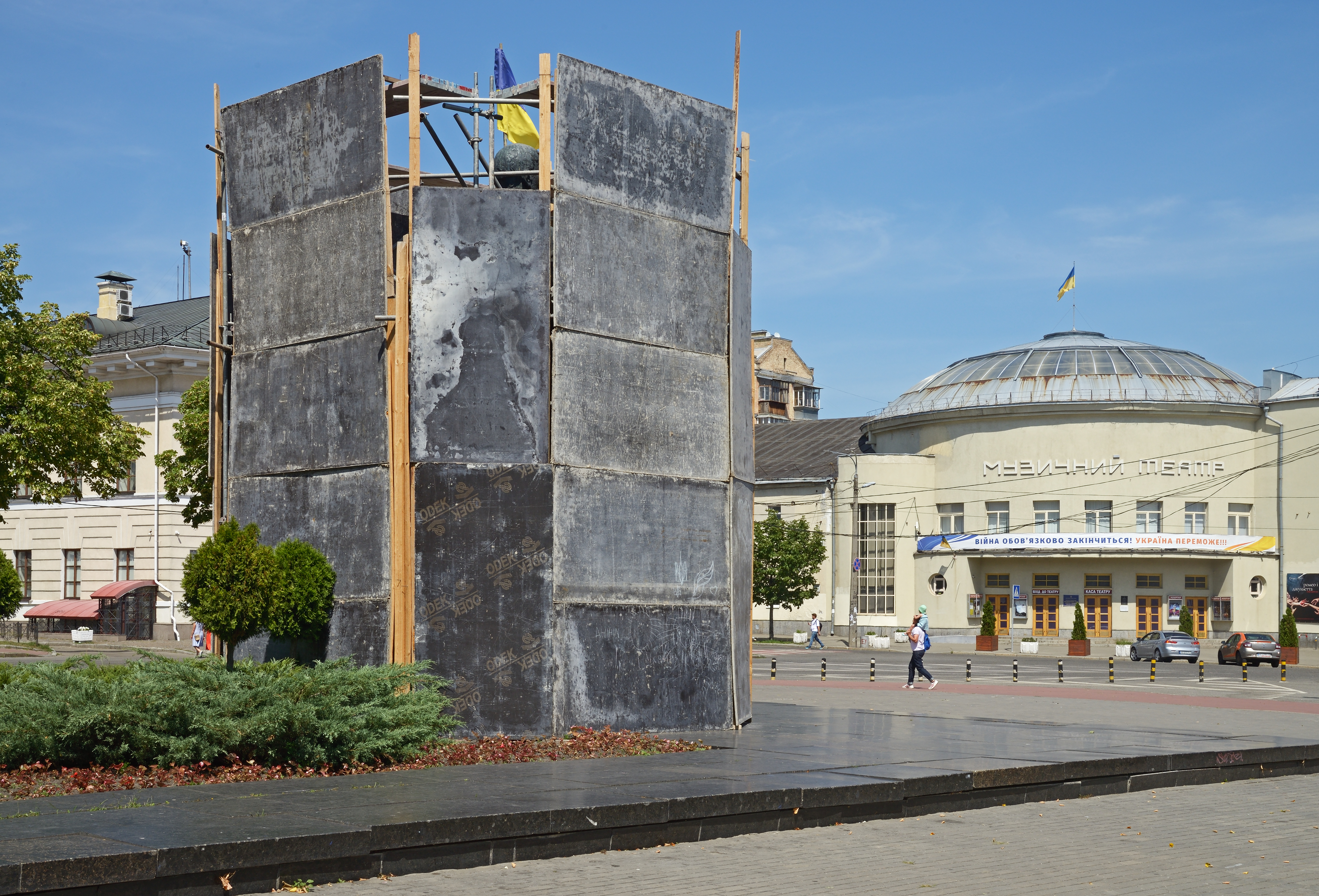
Памятник укрытый от снарядов после начала Вторжения России в Украину.

## Описание памятника
Бронзовая фигура Григория Сковороды во весь рост размещена на низком постаменте из черного гранита. Философ изображён как путешественник, издали пришедший в Киев и с благоговением смотрящий на свою альма-матер. Его фигура стройная и аскетичная, в длинной свитке, правой рукой к груди прижата полотняная странствующая сумка.
Высота скульптуры составляет 5,0 м, высота постамента – 0,4 м.

## Интересные факты
- Если посмотреть на памятник с определённого угла, то можно увидеть неровности на месте где раньше был крестик.